# Tabla de desvíos

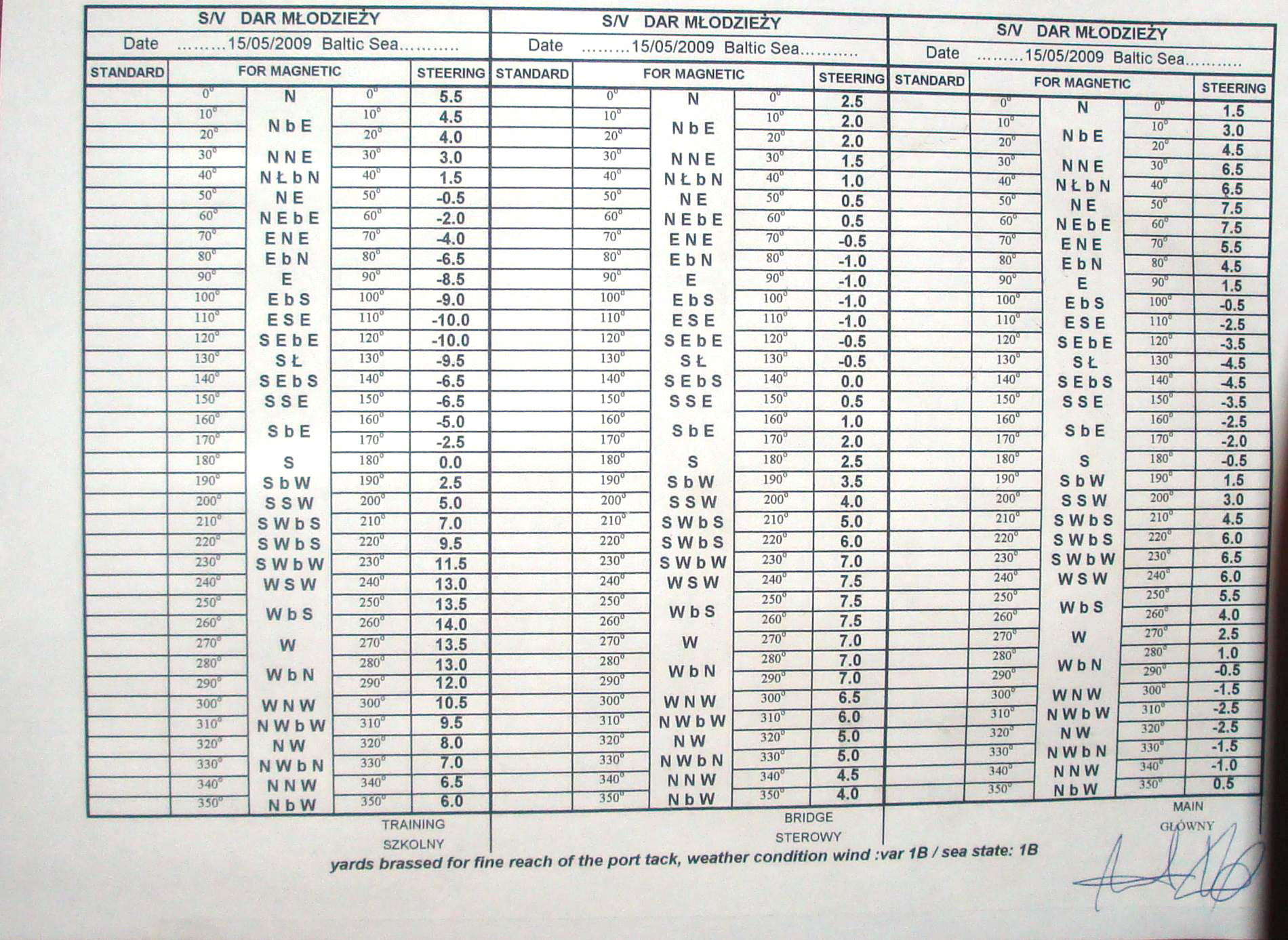
Tabla de desvíos del barco polaco Dar Młodzieży

Una tabla de desvíos, en navegación marítima o aérea, es una tabla que registra el desvío de aguja con respecto al norte magnético que experimenta el compás de a bordo a los diferentes rumbos, debido al magnetismo propio del buque o aeronave. Cada barco tiene campos magnéticos propios debido a la presencia en él de masas de hierro (el propio casco y los motores, entre otros) y de circuitos eléctricos.
Antes de elaborar la tabla, un técnico habrá intentado compensar la aguja colocando imanes junto a la bitácora. Quedarán finalmente desvíos residuales, que son los que se reflejan en la tabla. La tabla indica los desvíos a cada rumbo, en incrementos de 10 o más grados. Cuanto menor sea el incremento, más precisa será la tabla. El desvío puede ser negativo (desvío hacia el oeste) o positivo (desvío hacia el este). 

## Uso en navegación
En navegación, para conocer la ubicación del norte geográfico o verdadero, el navegante debe sumar el desvío de aguja (Δ) al rumbo al que está navegando, a la declinación magnética (dm) propia del lugar (que figurará en la carta, y obtener así la corrección total (Ct): dm + Δ = Ct. A continuación usará el dato de la corrección total para conocer su rumbo verdadero o la demora verdadera de un objeto en tierra. 